# The Roaring Silence
The Roaring Silence är ett musikalbum av Manfred Mann's Earth Band som släpptes 1976. Albumet inleds med gruppens tolkning av Bruce Springsteens "Blinded by the Light", vilken också kom att bli deras största hit. Bland annat nådde den förstaplatsen på amerikanska Billboard Hot 100-listan. Även albumet blev en kommersiell framgång i flera länder.

## Låtlista
1. "Blinded by the Light" – 7:08
2. "Singing the Dolphin Through" – 8:19
3. "Waiter, There's a Yawn in My Ear" – 5:39
4. "The Road to Babylon" – 6:53
5. "This Side of Paradise" – 4:47
6. "Starbird" – 3:09
7. "Questions" – 4:00